# Креативність

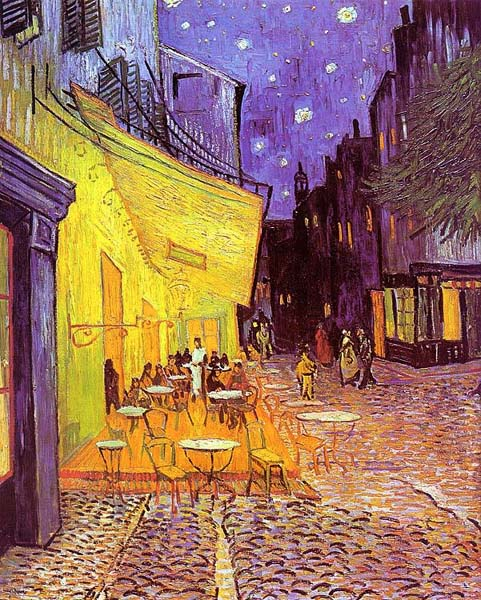
Ван Гог, Нічна тераса кафе

Креат́ивність — (лат. creatio — створення) — творча, новаторська діяльність; новітній термін, яким окреслюються «творчі здібності індивіда, що характеризуються здатністю до продукування принципово нових ідей і що входять в структуру обдарованості як незалежний фактор». Раніше у літературі використовувався термін «творчі здібності», однак пізніше почав витіснятися мовним запозиченням з англійської мови (creativity, creative). В російській мові, на думку професора І.Мілославського, терміном «креативний» позначається творчість, що «не тільки висуває ідеї, але й доводить їх до конкретного практичного результату. А слово «творчий» (рос. творческий) залишається зі своїм вихідним значенням, що не розрізняє діяльність результативну й, навпаки, безрезультатну.»
Креатив (англ. Creative) — визначення, що характеризує продукт діяльності людини, створеної способом, що відрізняється від аналогічних, новизною підходу, творчим рішенням. Як правило створюється для привертання уваги, в основному за рахунок шокування, пародіювання, легкості сприйняття, яскравості і високою запам'ятованістю образу. Деякі розуміють під креативом творчість, поставлену на потік. Фактично креатив — це синонім слова «творчість». Називаючи визначені, наприклад, рекламні або художні роботи креативом, в більшості випадку просто намагаються пустити пил в очі новомодним словом.
Креативність - це характеристика когось або якогось процесу, який формує щось нове і цінне. Створений об'єкт може бути нематеріальним (наприклад, ідея, наукова теорія, музична композиція чи жарт) або фізичним (наприклад, винахід, друкований літературний твір чи картина).

## Теоретичні основи та поняття креативності
Проблема креативності тривалий час стоїть в центрі уваги зарубіжних і вітчизняних психологів. В англомовній літературі, як правило, терміном «creativity» позначають все те, що має безпосередню причетність до створення чогось нового; власне процес такого створення; продукт цього процесу; його суб’єкт; обставини, в яких творчий процес відбувається; чинники, які його обумовлюють тощо, тобто «креативність» трактується як поняття синонімічне «творчості». У Психологічному словнику креативність розуміється з точки зору творчої продуктивності, як «…здатність породжувати незвичайні ідеї, відхилятися від традиційних схем мислення, швидко вирішувати проблемні ситуації».
Суть креативності як психологічної властивості зводиться, за Я. О. Пономарьовим, до інтелектуальної активності і чутливості до побічних продуктів власної діяльності. Творча людина бачить побічні результати, які є творенням нового, а нетворча бачить лише результати щодо досягнення мети, проходячи повз новизну. Ф. Баррон і Д. Харрінгтон, підбиваючи підсумки досліджень у галузі креативності з 1970 по 1980 роки, зробили такі узагальнення відомостей про креативність:
1. Креативність — це здатність адаптивно реагувати на потребу нових підходів і продуктів. Ця здатність дозволяє також усвідомлювати нове в бутті, хоча сам процес може мати як свідомий, так і несвідомий характер; здатність породжувати незвичайні ідеї, відхилятися від традиційних схем мислення, швидко вирішувати проблемні ситуації.
2. Створення нового творчого продукту багато в чому залежить від особистості творця і сили його внутрішньої мотивації.
3. Особливостями творчого процесу, продукту та особистості є їхня оригінальність, валідність, адекватність задачі і придатність — естетична, екологічна, оптимальність форми, правильність та оригінальність на даний момент.
4. Креативні продукти можуть бути дуже різноманітні за природою: нове вирішення проблеми в математиці, відкриття хімічного процесу, створення музики, картини чи поеми, нової філософської чи релігійної системи, нововведення у правознавстві, свіже рішення соціальних проблем тощо.
Аналізуючи сучасні дослідження цього явища, можна зробити висновок, що не існує однозначної відповіді на запитання: чи існує взагалі креативність, чи вона є науковим конструктом, чи є самостійним процес креативності, чи креативність — це сума інших психічних процесів? Один з аргументів на користь останнього підходу полягає в когнітивній теорії «вроджених структур» (Н. Чомскі, Дж. Фодор), яка стверджує, що не можна створити щось з нічого, тобто повз існуючі структури, а процес вирішення творчих задач описується як взаємодія інших процесів (мислення, пам’ять тощо).

## Наукові підходи та гіпотези походження креативності
Якщо Дж. Гілфорд і П.Торренс розглядають креативність як здатність до творчого (дивергентного) мислення, то Ф. Баррон вважає центральним процес уяви і символізації, визначаючи креативність «як внутрішній процес, який спонтанно продовжується в дії». Р. Стернберг підкреслює важливість здібності створювати «продуктивні метафори», С. Меднік вважає, що в основі креативності лежить здатність виходити за рамки стереотипних асоціацій, працювати з широким семантичним полем.
Велике місце у дослідженнях креативності посідає визначення ролі цілеутворення. Більшість дослідників вважають, що творчий процес — це форма діяльності в проблемному пошуку, свідома та цілеспрямована спроба розширити наявні межі знань, усунути обмеження (Ф. Баррон, Д. Харрінгтон, М. Шикшентмихалий, Х. Гарднер, Х. Грубер, С. Девіс, Д. Перкінс).
З іншого боку, існує точка зору, згідно з якою творчі продукти є результатом випадкових змін стадій креативного процесу (Д. Фелдман, П. Ленглі, Р. Джонс, С. Тейлор).
Проміжна позиція полягає у тому, що креативний процес викликається невдалою спробою пояснення або гіпотезою, яка не підтвердилася, або спробою прорватися за допомогою самоорганізації крізь наявний хаос (Ф. Баррон, Д. Фелдман, Х. Гарднер, П. Торранс, Р. Візберг).
Інші автори ігнорують роль несвідомого у творчості. Окрема точка зору відводить несвідомим процесам певну роль. Зокрема, П. Ленглі та Р. Джонс приписують важливу роль несвідомим елементам у контексті активації пам’яті, яка відповідає творчому натхненню і робить доступною ту інформацію, яка свідомо не використовується.

## Креативність і IQ
У дослідженнях П. Торренса та Джо Гілфорда виявлена висока позитивна кореляція рівня IQ і рівня креативності. Що вищий рівень інтелекту, то більша ймовірність того, що досліджуваний матиме високі показники за тестами креативності, хоча в осіб із високорозвиненим інтелектом можуть траплятися і низькі показники креативності. П. Торренс запропонував теорію інтелектуального порогу: за IQ нижче від 115-120 балів інтелект і креативність утворюють єдиний фактор; за IQ понад 120 — творчі здібності та інтелект стають незалежними факторами.
Дослідники Д. Векслер, Г. Айзенк, Л. Терме, Р. Стенберг розглядають інтелект і креативність як єдину людську здатність вищого плану. В. Дружинін охарактеризував цю точку зору «як редукція креативності до інтелекту». В даному разі йдеться не просто про те, що це єдина здатність, а про те, що творчість похідне інтелекту. Високий інтелект — високі творчі здібності. Низький інтелект — низький хист до творчості. Немає жодної необхідності, вважає Ганс Айзенк, виділяти креативність як особливу здатність. Здатність до будь-якого виду творчості (наукова, художня) забезпечується, передусім, високими значеннями загального інтелекту.
Найпершим у науці креативність та інтелект протиставив Джо Гілфорд. Він спирався на власну теорію двох видів мислення: конвергентного та дивергентного. Конвергентне мислення спрямоване на аналіз всіх наявних способів розв’язання задачі, з тим, щоб вибрати з них єдиний правильний. Конвергентне мислення лежить в основі інтелекту. Дивергентне мислення — це мислення, «що йде одночасно у багатьох напрямках», воно спрямоване на те, щоб породити безліч різних варіантів розв’язання задачі. Дивергентне мислення лежить в основі креативності.

## Вимірювання
У 1958 році Торренс уперше виконав тест на вимір креативності (Torrance Tests of Creative Thinking, TTCT). Через ряд удосконалень, цей тест отримав міжнародне визнання.